# Será (canción)
«Será» es una canción y sencillo del grupo musical de Argentina Las Pelotas. Es la primera canción que forma parte de su décimo álbum de estudio, titulado Esperando el milagro, grabado y editado en el año 2003.

## Interpretación
La letra de «Será», habla de las vivencias de un pasado de amor intenso y mutua conexión de almas. El estribillo le otorgan a la canción, un vuelo poético, donde la frase: Calmará la lluvia este desierto; que deja sentado el poder de los abrazos y del amor para disipar el sin sentido que muchas veces enfrenta la vida. El poder de los abrazos y el quedarse hasta el amanecer, conectados con el alma en las manos; deja abierta la puerta para una liberación de los sentidos. El aspecto de no saber en el estribillo, Será por ti, será por mí con exactitud las razones ocultas de esa sensación de mutua conexión hacen de la canción una manifestación universal de amor acorde a todo tiempo-espacio.

## Éxito inesperado
Si bien el grupo musical era conocido por su gran variedad de canciones, no fue hasta que esta canción, que comenzaron a sonar en casi todas las radios de Argentina, generando que el grupo fuese masivo a raíz de este sencillo. También fue considerada por la revista Rolling Stone de Argentina como la mejor canción de la década del 2000 en la lista de las 50 mejores canciones del rock argentino.

## Otras versiones
En 2024 la banda argentina de shoegaze El Club Audiovisual lanzó un cóver de Será, en un single homónimo. 